# I. e. 60-as évek
Évszázadok: i. e. 2. század – i. e. 1. század – 1. század
Évtizedek: i. e. 110-es évek – i. e. 100-as évek – i. e. 90-es évek – i. e. 80-as évek – i. e. 70-es évek – i. e. 60-as évek – i. e. 50-es évek – i. e. 40-es évek – i. e. 30-as évek – i. e. 20-as évek – i. e. 10-es évek
Évek: i. e. 69 – i. e. 68 – i. e. 67 – i. e. 66 – i. e. 65 – i. e. 64 – i. e. 63 – i. e. 62 – i. e. 61 – i. e. 60